# サン・ミシェル・デギュイユ礼拝堂
サン・ミシェル・デギュイユ礼拝堂（サン・ミシェル・デギュイユれいはいどう、仏: Église Saint-Michel d'Aiguilhe, 英: Saint Michel d'Aiguilhe）は、フランス中南部、オート＝ロワール県のエギルにあるロマネスク様式の礼拝堂。ル・ピュイ＝アン＝ヴレの町を一望できる。
他に、サン・ミシェル・デギーユ礼拝堂、サン・ミッシェル・デギレ礼拝堂、サン・ミッシェル・デギル礼拝堂、サン・ミシェル・デュギュイ礼拝堂などの表記がある。
礼拝堂は、ローマ神話の神メルクリウスを祀った神殿と入れ替わる形で10世紀半ばの969年に創建されたもので、高さ82メートルのサン・ミシェル岩山の頂に建つ。268段の石段を登りつめたところにある。岩山そのものは、礼拝堂の創建よりも前から何千年にもわたって神聖視されていたと考えられている。1840年にフランスの歴史的記念物に指定された。
ポルターユ（聖堂正面入り口）は、ビザンチン風で、黒、茶、白など様々な色の石のモザイクで装飾されている。
礼拝堂の堂内にはフレスコ画がびっしりと描かれている。入って右手の天井のやや高い部屋には、キリストを中心として、福音史家を象徴する4つの物の他、熾天使、大天使ミカエル、月や太陽などが天井に描かれ、その下方には横1列に聖人群が描かれ、さらに下方には窓を挟んで、天国と地獄とみられる画がある。

## ギャラリー

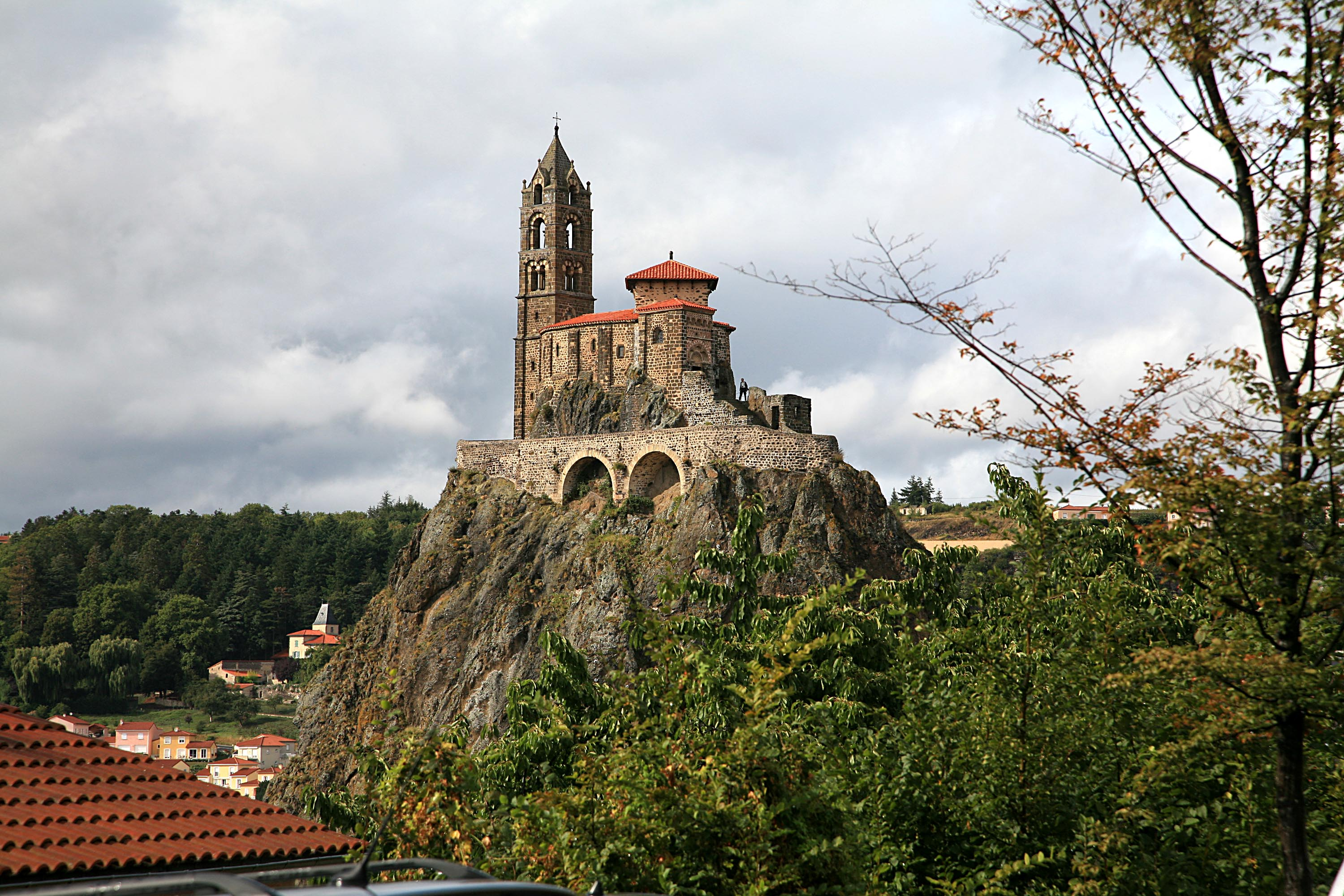
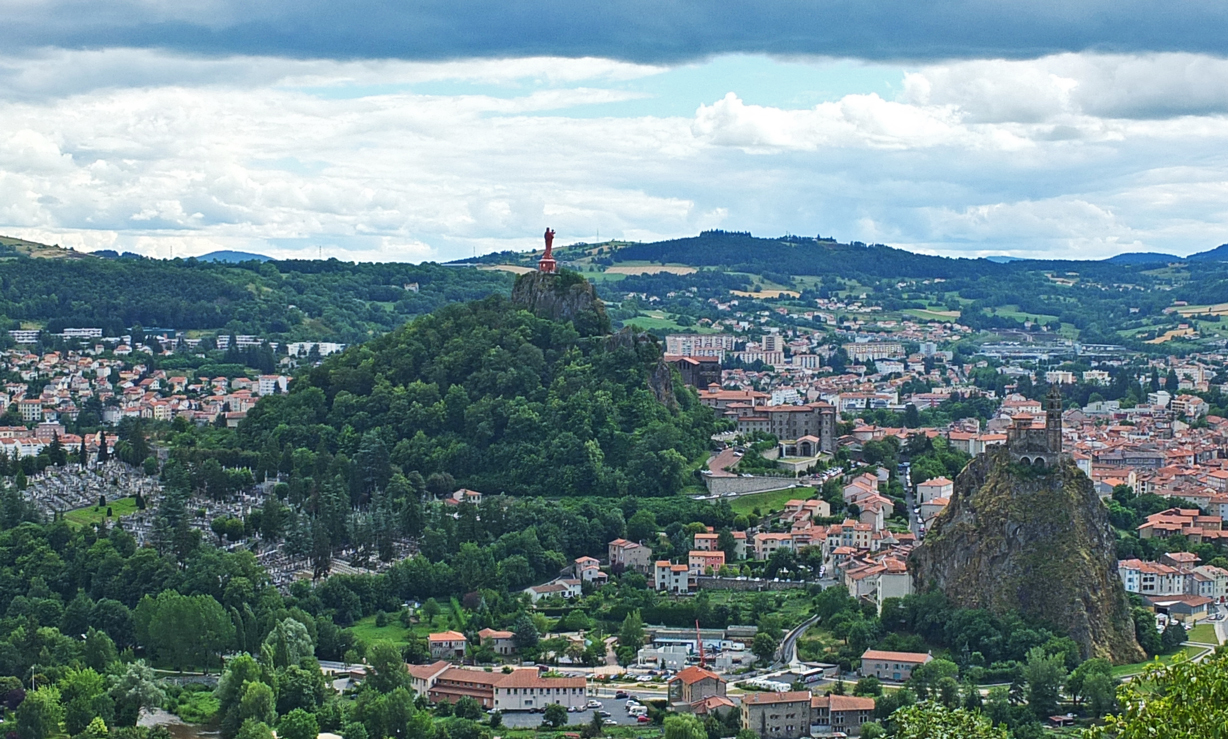
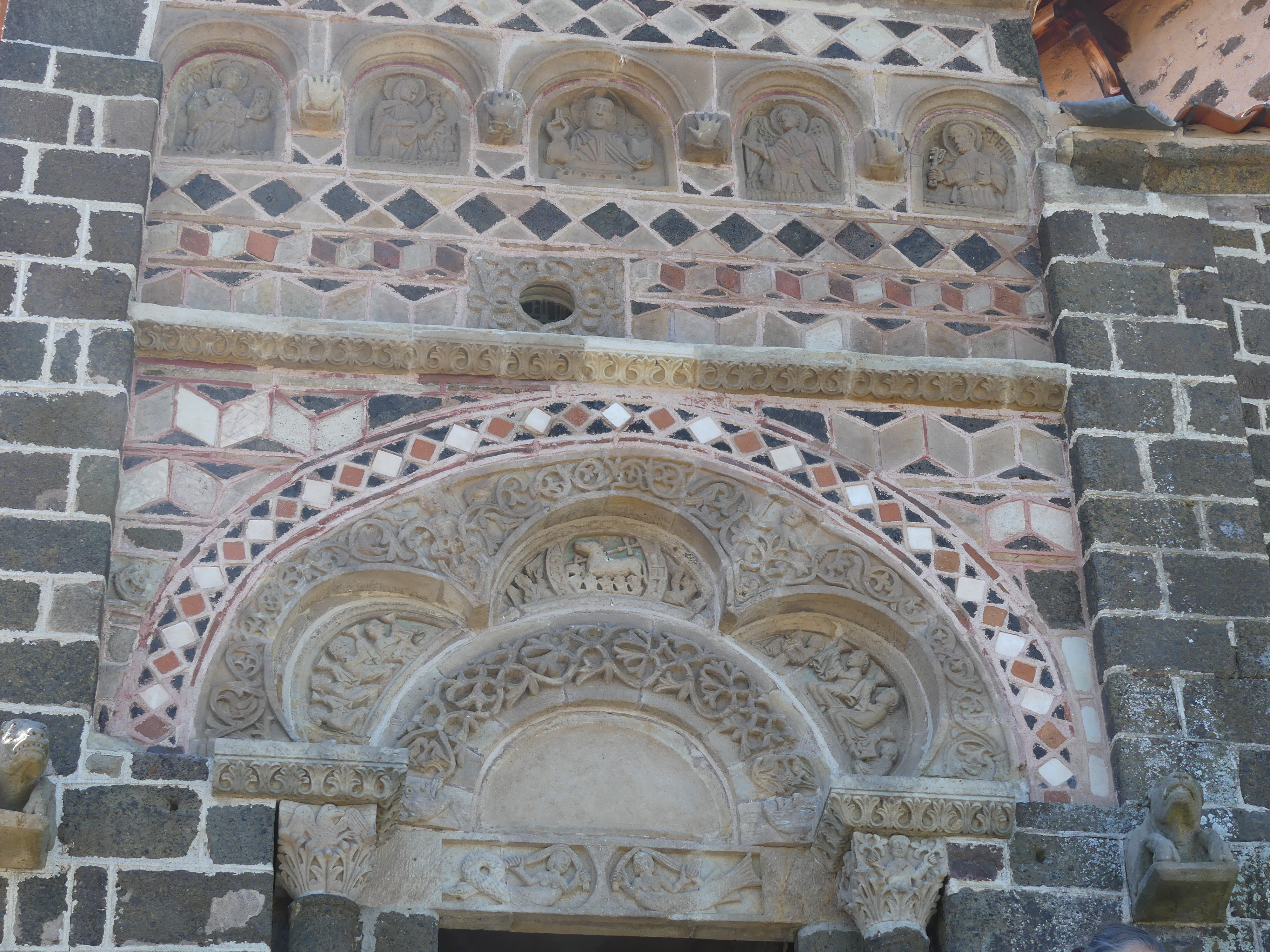
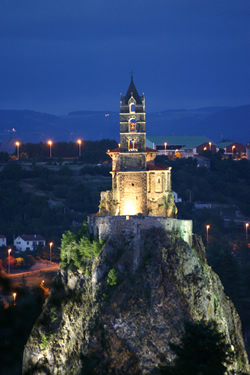
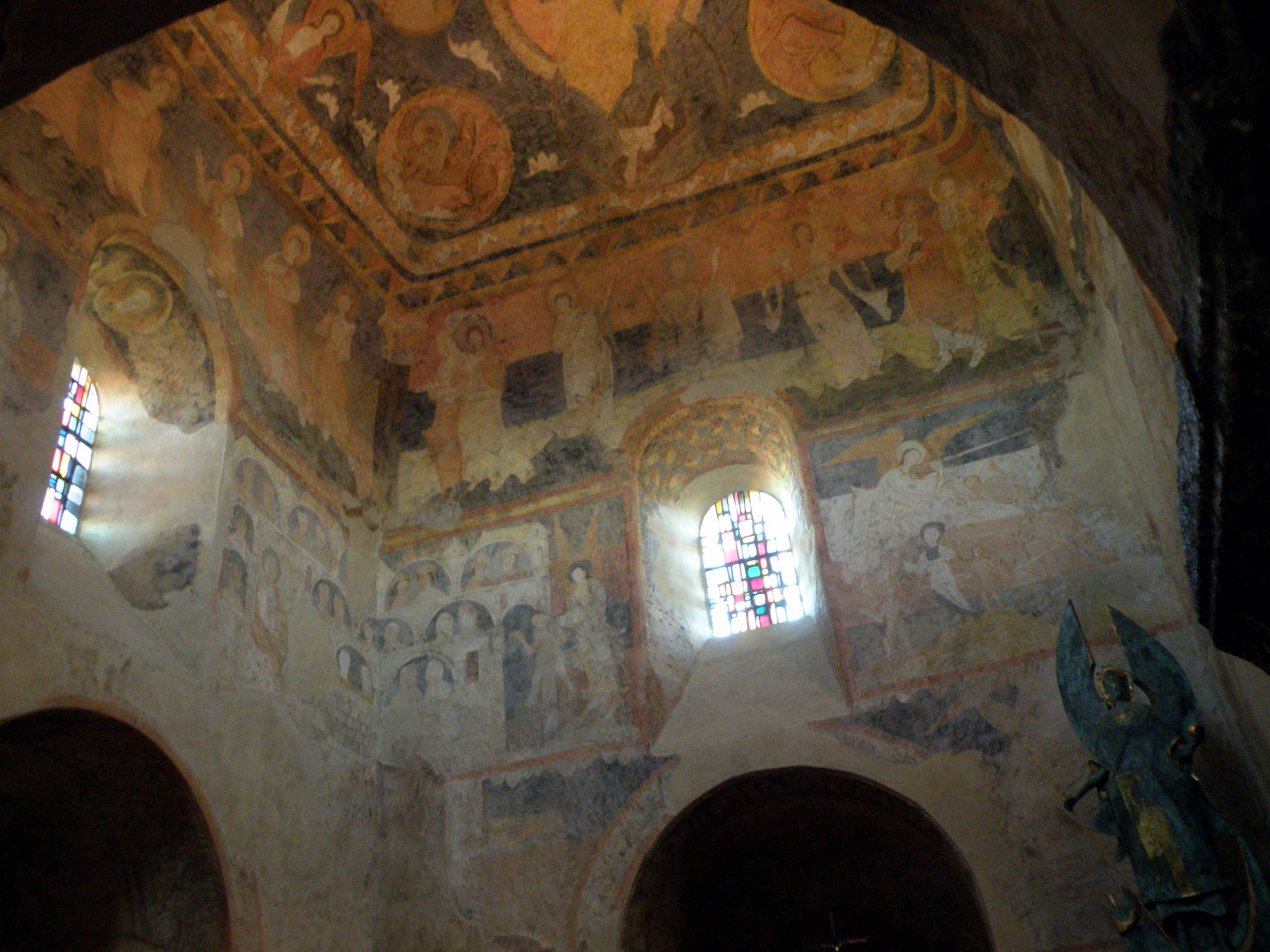
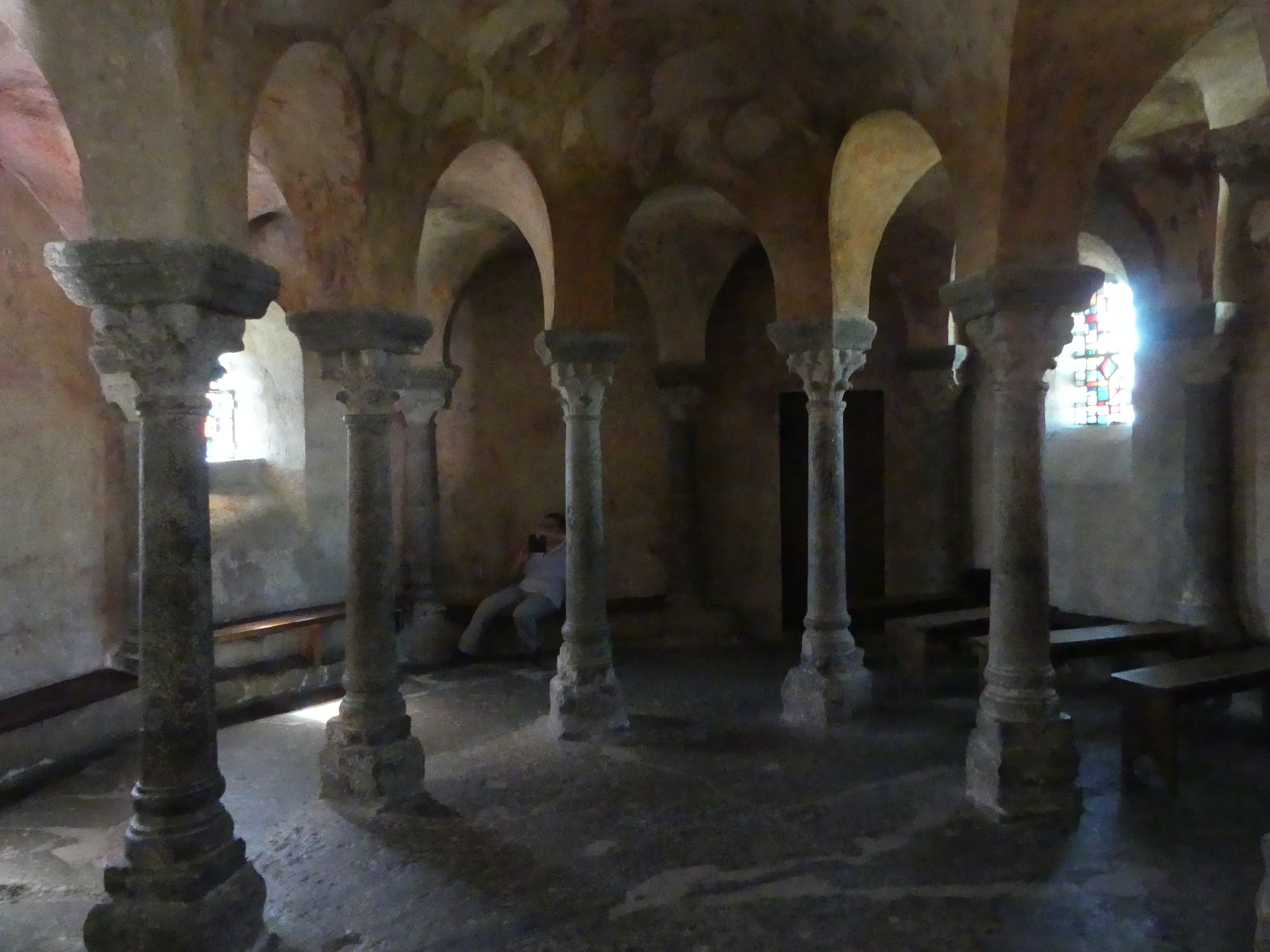
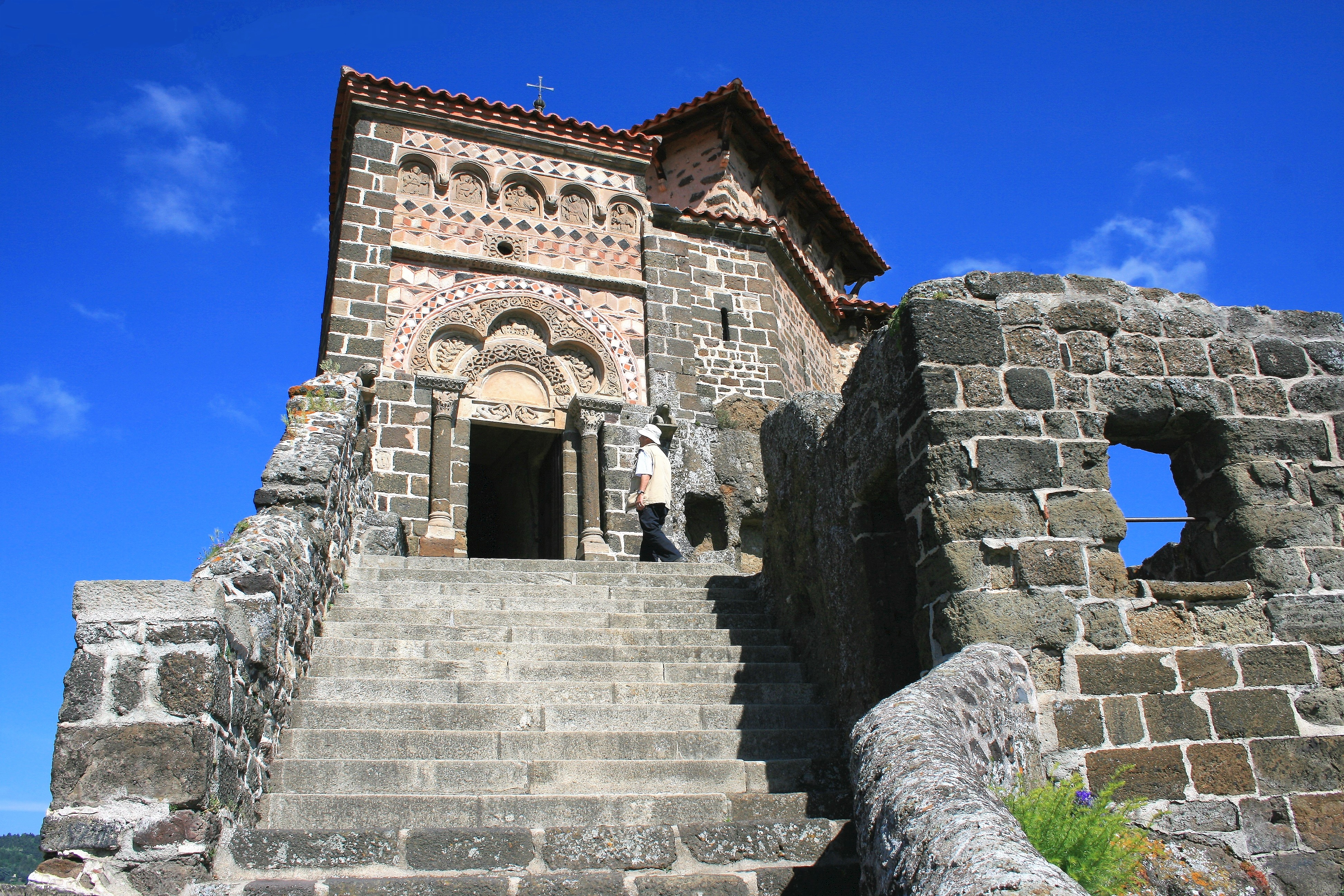